# Histioea paulina
Histioea paulina là một loài bướm đêm thuộc phân họ Arctiinae, họ Erebidae.